# I. e. 302
Évszázadok: i. e. 5. század – i. e. 4. század – i. e. 3. század
Évtizedek: i. e. 350-es évek – i. e. 340-es évek – i. e. 330-as évek – i. e. 320-as évek – i. e. 310-es évek – i. e. 300-as évek – i. e. 290-es évek – i. e. 280-as évek – i. e. 270-es évek – i. e. 260-as évek – i. e. 250-es évek
Évek: i. e. 307 – i. e. 306 – i. e. 305 – i. e. 304 –  i. e. 303 – i. e. 302 – i. e. 301 – i. e. 300 – i. e. 299 – i. e. 298 – i. e. 297

## Események

### Kis-Ázsia és Görögország
- Az Antigonosz ellen szövetkezett diadokhoszok egyszerre támadnak: Szeleukosz keletről, Lüszimakhosz nyugatról nyomul be Kis-Ázsiába, míg Ptolemaiosz Szíriát szállja meg.
- Antigonoszt sorra árulják el hadvezérei; a frígiai Dokimosz, a lükiai Phoinix, valamint Philetairosz, akit Lüszimakhosz később kinevez pergamoni kincstárának őrzőjéül.
- Antigonosz fia, Démétriosz Görögországban Thesszálián túlra űzi Kasszandrosz erőit. Antigonosz és Démétriosz újjászervezi a Korinthoszi Szövetséget. A görög városállamok (Spárta, Messzéné és a thesszáliaiak kivételével) megszavazzák őket a szövetség védelmezőinek. A kis-ázsiai helyzet miatt azonban Démétriosz feladja görögországi pozíciót és seregével áthajózik Epheszoszba.
- Épeiroszban egy felkelés miatt Pürrhosz királynak menekülnie kell és Démétriosznál keres menedéket.
- Szeleukosz Megasztenészt küldi követként Csandragupta udvarába. Megaszthenész később sokéves tapasztalatait az indiai kultúráról az Indika c. művében foglalja össze.

### Itália
- Rómában Marcus Livius Dentert és Marcus Aemilius Paullust választják consulnak.
- Az albai római colonia miatt fellázadnak a korábban súlyos veszteségeket szenvedett aequusok. Caius Iunius Bubulcus Brutust dictatorrá nevezik ki, aki hamarosan leveri a felkelést.
- a spártai Kleonümosz a sallentinusok földjén elfoglalja Thuriae városát, ahonnan a római Aemilius consul kiűzi. Kleonümosz az Észak-Adriára hajózik, ahol a pataviumiak falvait fosztogatja, de azok (a venetusok segítségével) felgyújtják hajóit és flottája ötödével kell menekülnie.
- Carseoli római colonia alapítása miatt fellázadnak a marsusok is. Marcus Valerius Corvust dictatorrá nevezik ki, aki szétveri a lázadókat és büntetésül elveszi területük egy részét.[1]

## Halálozások
- Glaukiasz illír király

## Fordítás
- Ez a szócikk részben vagy egészben  a(z)   302 BC című angol Wikipédia-szócikk ezen változatának fordításán alapul.  Az eredeti cikk szerkesztőit annak laptörténete sorolja fel. Ez a jelzés csupán a megfogalmazás eredetét és a szerzői jogokat jelzi, nem szolgál a cikkben szereplő információk forrásmegjelöléseként.